# Jugeals-Nazareth
Jugeals-Nazareth is een gemeente in het Franse departement Corrèze (regio Nouvelle-Aquitaine) en telt 776 inwoners (2005). De plaats maakt deel uit van het arrondissement Brive-la-Gaillarde.
De gemeente is in 1924 ontstaan toen de dorpen Jugeals en Nazareth besloten samen één nieuwe gemeente te vormen. Beide dorpskernen waren toen al sterk vergroeid. Voorheen was Jugeals onderdeel van de gemeente Noailles en Nazareth van Turenne.

## Geografie
De oppervlakte van Jugeals-Nazareth bedraagt 11,0 km², de bevolkingsdichtheid is 70,5 inwoners per km².
De onderstaande kaart toont de ligging van Jugeals-Nazareth met de belangrijkste infrastructuur en aangrenzende gemeenten.

## Demografie
Onderstaande figuur toont het verloop van het inwonertal (bron: INSEE-tellingen).